# Витал
Витал АД (пуно име: Акционарско друштво Витал - фабрика уља и биљних масти Врбас) је српска фабрика уља и биљних масти из Врбаса која је са радом почела 1855. године. Након приватизације 2005. Витал постаје део Инвеј компаније и развија се још више на територији Србије као и бивше Југославије.
Финансира књижевну награду Златни сунцокрет.